# Schwarze Augen (Lied)

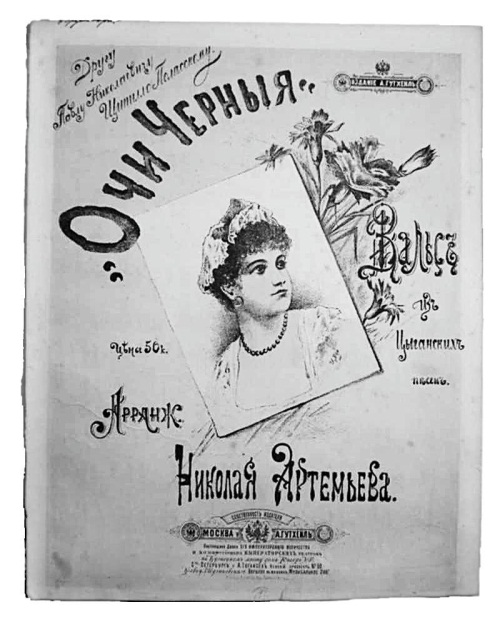
Schwarze Augen

Schwarze Augen (russisch Очи чёрные Otschi tschornyje) ist eines der bekanntesten russischen Lieder. Der Liedtext entstammt einem Gedicht des ukrainischen Schriftstellers und Dichters Jewhen Hrebinka (russisch Jewgeni Grebjonka), welches am 17. Januar 1843 zum ersten Mal in der Literaturnaja gaseta veröffentlicht wurde. Die Melodie stammt, anders als oft vermutet, nicht aus einer Zigeunerweise, sondern aus dem Stück Hommage Valse Opus 21 des Deutschen Florian Hermann (in einer Bearbeitung S. Gerdels), welches am 7. März 1884 veröffentlicht wurde.

## Liedtext
Neben der Originalversion Jewhen Hrebinkas existieren noch andere Formen des Liedes. So unter anderem die Version des bekannten russischen Opernsängers Fjodor Iwanowitsch Schaljapin.

### Version Hrebinkas
| Russisch |  | Transkription |
| Очи чёрные, очи страстные Очи жгучие и прекрасные Как люблю я вас, как боюсь я вас Знать, увидел вас я в недобрый час Ох, недаром вы глубины темней! Вижу траур в вас по душе моей, Вижу пламя в вас я победное: Сожжено на нём сердце бедное. Но не грустен я, не печален я, Утешительна мне судьба моя: Всё, что лучшего в жизни Бог дал нам, В жертву отдал я огневым глазам! |  | Otschi tschornyje, otschi strastnyje Otschi schgutschije i prekrasnyje Kak ljublju ja was, kak bojus ja was Snat, uwidel was ja w nedobry tschas Och, nedarom wy glubiny temnei! Wischu traur w was po dusche mojei, Wischu plamja w was ja pobednoje: Soschscheno na njom serdze bednoje. No ne grusten ja, ne petschalen ja, Uteschitelna mne sudba moja: Wsjo, tschto lutschschewo w schisni Bog dal nam, W schertwu otdal ja ognewym glasam! |

### Version Schaljapins
| Version Schaljapins |  | Transkription |
| Очи чёрные, очи жгучие, Очи страстные и прекрасные! Как люблю я вас! Как боюсь я вас! Знать, увидел вас я не в добрый час! Очи чёрные, жгуче пламенны! И манят они в страны дальние, Где царит любовь, где царит покой, Где страданья нет, где вражде запрет! Не встречал бы вас, не страдал бы так, Я прожил бы жизнь улыбаючись. Вы сгубили меня, очи чёрные, Унесли навек моё счастие. Очи чёрные, очи жгучие, Очи страстные и прекрасные. Вы сгубили меня, очи страстные, Унесли навек моё счастие… Очи чёрные, очи жгучие, Очи страстные и прекрасные! Как люблю я вас! Как боюсь я вас! Знать, увидел вас я не в добрый час |  | Otschi tschornyje, otschi schgutschije, Otschi strastnyje i prekrasnyje! Kak ljublju ja was! Kak bojus ja was! Snat, uwidel was ja ne w dobry tschas! Otschi tschornyje, schgutsche plamenny! I manjat oni w strany dalnije, Gde zarit ljubow, gde zarit pokoi, Gde stradanja net, gde wraschde sapret! Ne wstretschal by was, ne stradal by tak, Ja proschil by schisn ulybajutschis. Wy sgubili menja, otschi tschornyje, Unesli nawek mojo stschastije. Otschi tschornyje, otschi schgutschije, Otschi strastnyje i prekrasnyje. Wy sgubili menja, otschi strastnyje, Unesli nawek mojo stschastije Otschi tschornyje, otschi schgutschije, Otschi strastnyje i prekrasnyje! Kak ljublju ja was! Kak bojus ja was! Snat, uwidel was ja ne w dobry tschas |

## Rezeption
Mehrfach zu hören ist das Lied, gesungen von Schaljapin, in dem zu Weihnachten 2019 erstausgestrahlten deutschen Fernsehfilm Väterchen Frost aus der Kriminalfilm-Reihe Tatort. Der Liedtext spielt gegen Ende des Films außerdem eine Rolle in der Handlung.
In einer Szene im „Lucky Luke“-Album Nr. 46 („Der Großfürst“) singen Großfürst Leonid, dessen Adjutant Fedja und der russischstämmige Ganove „Texas Ripper“ offenbar eine Zeile aus Schaljapins Version, allerdings leicht abgewandelt als „Не встречал бы вас, не страдал бы я“, etwa: „Hätte ich Euch nicht getroffen, litte ich nicht“.
In Gregory La Cavas Film Mein Mann Godfrey aus dem Jahr 1936 werden die beiden titelgebenden Worte des Refrains ("Otschi tschornyje") mehrfach von Mischa Auer in seiner oscarnominierten Darstellung des Protegés Carlo gesungen.